# Belgische kampioenschappen atletiek 1982
De Belgische kampioenschappen atletiek 1982 alle Categorieën vonden, voor zowel de mannen als de vrouwen, plaats op 7 en 8 augustus in Brussel.

## Uitslagen
| Atleet             | Prestatie | Onderdeel            | Atlete                 | Prestatie |
| ------------------ | --------- | -------------------- | ---------------------- | --------- |
| Ronald Desruelles  | 10,47 s   | 100 m                | Liliane Meganck        | 11,76 s   |
| Kris Poté          | 21,74 s   | 200 m                | Liliane Meganck        | 25,15 s   |
| Jacques Borlée     | 46,88 s   | 400 m                | Rosine Wallez          | 53,51 s   |
| Julien Michiels    | 1.49,52   | 800 m                | Anne-Marie Van Nuffel  | 2.07,25   |
| Bob Verbeeck       | 3.42,61   | 1500 m               | Betty Vansteenbroek    | 4.20,88   |
| -                  | -         | 3000 m               | Corinne Debaets        | 9.18,98   |
| Jef Gees           | 13.49,73  | 5000 m               | -                      | -         |
| Leon Schots        | 28.38,42  | 10.000 m             | -                      | -         |
| -                  | -         | 100 m horden         | Christa Vandercruyssen | 14,15 s   |
| André Fridenbergs  | 14,26 s   | 110 m horden         | -                      | -         |
| Michel Zimmerman   | 51,06 s   | 400 m horden         | Christa Vandercruyssen | 60,48 s   |
| Peter Daenens      | 8.34,85   | 3000 m steeplechase  | -                      | -         |
| William Nachtegael | 2,14 m    | hoogspringen         | Chris Soetewey         | 1,90 m    |
| Jean-Marc Jacques  | 5,25 m    | polsstokhoogspringen | -                      | -         |
| Ronald Desruelles  | 7,86 m    | verspringen          | Brigitte Butaeye       | 6,06 m    |
| Didier Falise      | 16,17 m   | hink-stap-springen   | -                      | -         |
| Noël Legros        | 17,04 m   | kogelstoten          | Brigitte De Leeuw      | 14,34 m   |
| Robert Van Schoor  | 53,44 m   | discuswerpen         | Marie-Paule Geldhof    | 51,96 m   |
| Paul De Roo        | 72,04 m   | speerwerpen          | Martine Florent        | 47,98 m   |
| Marnix Verhegghe   | 59,96 m   | hamerslingeren       | -                      | -         |

1889 · 
1890 · 
1891 · 
1892 · 
1893 · 
1894 · 
1895 · 
1896 · 
1897 · 
1898 · 
1899 · 
1900 · 
1901 · 
1902 · 
1903 · 
1904 · 
1905 · 
1906 ·
1907 ·
1908 · 
1909 · 
1910 · 
1911 · 
1912 · 
1913 · 
1914 · 
1919 · 
1920 · 
1921 · 
1922 · 
1923 · 
1924 · 
1925 · 
1926 · 
1927 · 
1928 · 
1929 · 
1930 · 
1931 · 
1932 · 
1933 · 
1934 · 
1935 · 
1936 · 
1937 · 
1938 · 
1939 · 
1940 · 
1941 · 
1942 · 
1943 · 
1944 · 
1945 · 
1946 · 
1947 · 
1948 · 
1949 · 
1950 · 
1951 · 
1952 · 
1953 · 
1954 · 
1955 · 
1956 · 
1957 · 
1958 · 
1959 · 
1960 · 
1961 · 
1962 · 
1963 · 
1964 · 
1965 · 
1966 · 
1967 · 
1968 · 
1969 · 
1970 · 
1971 · 
1972 · 
1973 · 
1974 · 
1975 · 
1976 · 
1977 · 
1978 · 
1979 · 
1980 · 
1981 · 
1982 · 
1983 · 
1984 · 
1985 · 
1986 · 
1987 · 
1988 · 
1989 · 
1990 · 
1991 · 
1992 · 
1993 · 
1994 ·
1995 · 
1996 · 
1997 · 
1998 · 
1999 · 
2000 · 
2001 · 
2002 · 
2003 · 
2004 · 
2005 · 
2006 · 
2007 · 
2008 · 
2009 · 
2010 · 
2011 · 
2012 · 
2013 · 
2014 · 
2015 · 
2016 · 
2017 · 
2018 · 
2019 · 
2020 · 
2021 · 
2022 · 
2023 · 
2024